# 月刊少年ファング
『月刊少年ファング』（げっかんしょうねんファング）は、リイド社が発行していた漫画雑誌。2006年7月19日創刊、2007年7月19日休刊。

## 概要
創刊3ヶ月前の2006年4月から文化放送・ラジオ関西でラジオ番組「週刊少年ファング」を放送するなど、事前告知に力を入れていた。
創刊号から2007年8月号までの1年間、大手パチスロ機メーカーの山佐がメインスポンサーとして出資。山佐も自社ホームページなどの媒体で宣伝面でも本誌を全面的にバックアップしていた。「木星じん」と「ケロットのうろつき日記」は、ともに同社の所属デザイナーの筆による連載だった。
また、2007年2月号より「スパイダーライダーズ」、4月号より「カレイドスター」の続編と相次いで漫画化作品の連載を開始し、メディアミックス路線へ乗り出した。しかし、前者は開始時点で既に地上波ではアニメが打ち切り済み、後者も続編の放映は未定で、効果的な展開ができなかった。
2007年5月16日よりYahoo! JAPAN内で本誌連載の一部作品をウェブコミック化して無料公開している。

### 突然の休刊
元からの雑誌不況に加え、同業他社からも同様に漫画雑誌を新規創刊されるなど売れ行きは当初より不振が続いた。これを理由に山佐は2007年8月号でスポンサーを急遽降板し、表紙に「創刊一周年」の文字が飾られた翌2007年9月号で休刊となった。掲載作品はいずれも、これから続いていくかのような終わり方をしており、さらには最終号なのに「新連載」と称した作品もあるなど、休刊の決定が突然だったことが窺える。また、前記の山佐所属デザイナーによる2作品は2007年9月号には掲載されなかった。
2007年5月から掲載作品の単行本が「ファングコミックス」のレーベルで発売されていたが、休刊に伴い同年8月に発売予定だった『フィールドギア』、『カレイドスター』、『超合金トビタケーハチ』は書籍コードが決まっていたにも拘らず発売中止となり、すでに単行本を刊行し始めていた連載作品も続刊はされなかった。

## 連載作品
- 少女奇談 まこら（原作：平野俊貴・植竹須美男、画：阿部洋一） → まこら〜ひひひ怪々伝と改題し、ウェブコミック誌『ピテカントロプス』（講談社）へ移籍  →ウェブコミック誌電撃コミックジャパン(アスキー・メディアワークス)へ再度の移籍。タイトルは、「少女奇談まこら」に戻る。
- フール◇フール（小林ゆき）
  - フール・フール - マンガ図書館Z（外部リンク）
- レイスイーパー（垣野内成美） → 『月刊コミックラッシュ』（ジャイブ）へ移籍
- モチョミオ!!!（守屋一宏）
- P・P・P!!（天沼俊）
- あづち嬢大炎上!!（八朔ユズ）
- 猛獣戦隊ネコれんじゃあ（たみ）
- マミ mummy the rabbit（程亮弼）
- RUN!!（近藤こうじ）
- 木星じん（るら坊）
- サウス SLIP OUT（ひさえみきこ）
- ケロットのうろつき日記（創刊号のみ、カエルのうろつき日記）（かも2）
- エルヴァンディアストーリー（森本尚司）
- デビツボ（DEVILROBOTS）
- ふくてん（久遠真人）
- 新鬼が島伝説ひでよしクン（山名こころ）
- ケータイ少女（渡辺とおる）
- フィールドギア（岩村俊哉）
- 海につづく坂道（立飛駿）
- 曙中学忍者部（新居さとし）
- 北斗賞金稼業（藤栄道彦）
- 死神 103（室井まさね）
- 侍神大伝（木逢春）
- スパイダーライダーズ（大野純二、監修：黒田洋介）
- カレイドスター ～未来への翼～（原作・原案：佐藤順一、脚本:吠士隆・カレイドステージ、作画：中村翔）
- サバイバルNEO (原案：さいとう・たかを、作画：岡田鯛)　→『別冊コミック乱 昭和』（リイド社）へ移籍

## 休刊前に終了した作品
- 天狗陰陽道（原作：桑畑絹子、画：笠井あゆみ）
- 青春5（沙上るか）
- ブライトキングダム（田辺萌々）
- なまぐさ★ボーズ伝説（おがわひだり）
- G系家族（松原百治）
- 超合金トビタケーハチ（ゑびす屋ぼん子）